# Comitato Olimpico Indonesiano
Il Comitato Olimpico Indonesiano (noto anche come Komite Olimpiade Indonesia in indonesiano, abbreviazione: KOI) è il comitato organizzativo dello sport olimpico indonesiano e membro del Consiglio olimpico dell'Asia. 

## Storia
Il comitato è stato fondato nel 1946 a Giacarta, Indie orientali olandesi. Nel 2005, è stato scorporato dal Comitato Sportivo Nazionale Indonesiano (KONI).
Rappresenta questa nazione presso il Comitato Olimpico Internazionale (CIO) dal 1952 ed ha lo scopo di curare l'organizzazione ed il potenziamento dello sport in Indonesia e, in particolare, la preparazione degli atleti indonesiani, per consentire loro la partecipazione ai Giochi olimpici, asiatici e del Sud-est asiatico.
L'attuale presidente dell'associazione è Rita Subowo, mentre la carica di segretario generale è occupata da Timbul Thomas Lubis.

## Organizzazione

### Consiglio Direttivo
- Presidente: Rita Subowo[2]
- vicepresidente: Erick Thohir
- segretario generale: Timbul Thomas Lubis
- Vice Segretario Generale: Hifni Hasan
- Tesoriere: Edwin Soeryadjaya
- Vice Tesoriere: Triyuti Mahargjani